# 第31回ダヴィッド・ディ・ドナテッロ賞
第31回ダヴィッド・ディ・ドナテッロ賞（だい31かいダヴィッド・ディ・ドナテッロしょう）の授賞式は、1986年6月20日にローマで行われた。

## 受賞とノミネート一覧
太字が受賞者。

### 作品賞
- 女たちのテーブル Speriamo che sia femmina（監督：マリオ・モニチェッリ）
- ジンジャーとフレッド Ginger e Fred（監督：フェデリコ・フェリーニ）
- ジュリオの当惑 La Messa è finita （監督：ナンニ・モレッティ）

### 監督賞
- マリオ・モニチェッリ（『女たちのテーブル』）
- フェデリコ・フェリーニ（『ジンジャーとフレッド』）
- ナンニ・モレッティ（『ジュリオの当惑』）

### 新人監督賞
- エンリコ・モンテサーノ（『A me mi piace』）
- アマンツィオ・トディーニ（『I soliti ignoti vent'anni dopo』）
- ヴァレリオ・ゼッカ（『Chi mi aiuta?』）

### 脚本賞
- レオ・ベンヴェヌーティ、スーゾ・チェッキ・ダミコ、ピエロ・デ・ベルナルディ、マリオ・モニチェッリ、トゥリオ・ピネリ（『女たちのテーブル』）
- フェデリコ・フェリーニ、トニーノ・グエッラ、トゥリオ・ピネリ（『ジンジャーとフレッド』）
- ナンニ・モレッティ、サンドロ・ペトラリア（『ジュリオの当惑』）

### プロデューサー賞
- ジョヴァンニ・ディ・クレメンテ（『女たちのテーブル』）
- アルベルト・グリマルディ（『ジンジャーとフレッド』）
- アキッレ・マンゾッティ（『ジュリオの当惑』）

### 主演女優賞
- アンヘラ・モリーナ（『殺意の絆』）
- ジュリエッタ・マシーナ（『ジンジャーとフレッド』）
- リヴ・ウルマン（『女たちのテーブル』）

### 主演男優賞
- マルチェロ・マストロヤンニ（『ジンジャーとフレッド』）
- ナンニ・モレッティ（『ジュリオの当惑』）
- フランチェスコ・ヌーティ（『Tutta colpa del paradiso』）

### 助演女優賞
- アティナ・チェンチ（『女たちのテーブル』）
- ステファニア・サンドレッリ（『女たちのテーブル』）
- イーザ・ダニエーリ（『殺意の絆』）

### 助演男優賞
- ベルナール・ブリエ（『女たちのテーブル』）
- フェッルッチョ・デ・チェレーザ（『ジュリオの当惑』）
- フィリップ・ノワレ（『女たちのテーブル』）
- フランコ・ファブリーツィ（『ジンジャーとフレッド』）

### 撮影監督賞
- ジュゼッペ・ランチ（『殺意の絆』）
- トニーノ・デリ・コリおよびエンニオ・グアルニエーリ（『ジンジャーとフレッド』）
- ダンテ・スピノッティ（『卍／ベルリン・アフェア』）

### 作曲賞
- リズ・オルトラーニ（『卒業パーティ』）
- ニコラ・ピオヴァーニ（『ジンジャーとフレッド』）
- アルマンド・トロヴァヨーリ（『マカロニ』）

### 美術賞
- エンリコ・ヨブ（『殺意の絆』）
- ダンテ・フェレッティ（『ジンジャーとフレッド』）
- ルチャーノ・リッチェリ（『マカロニ』）

### 衣装デザイン賞
- ダニロ・ドナーティ（『ジンジャーとフレッド』）
- ジーノ・ペルシコ（『殺意の絆』）
- アルド・ブーティ（『La venexiana』）

### 編集賞
- ルッジェーロ・マストロヤンニ（『女たちのテーブル』）
- ニーノ・バラーリ、ウーゴ・デ・ロッシ、ルッジェーロ・マストロヤンニ（『ジンジャーとフレッド』）
- ルイジ・ジータ（『殺意の絆』）

### 外国人監督賞
- 黒澤明（『乱』）

### 外国脚本賞
- ボブ・ゲイル、ロバートゼメキス（『バック・トゥ・ザ・フューチャー』）

### 外国人プロデューサー賞
- スティーブン・スピルバーグ（『バック・トゥ・ザ・フューチャー』）

### 外国人女優賞
- メリル・ストリープ（『愛と哀しみの果て』）

### 外国人男優賞
- ウィリアム・ハート（『蜘蛛の女のキス』）

### 外国映画賞
- 愛と哀しみの果て（監督：シドニー・ポラック）

### アリタリア航空賞
- ナンニ・モレッティ

### ダヴィッド・ルキノ・ヴィスコンティ賞
- イングマール・ベルイマン
- スーゾ・チェッキ・ダミーコ
- ジュゼッペ・ロトゥンノ

### ダヴィッド・ルネ・クレール賞
- フェデリコ・フェリーニ

### ダヴィッド特別賞
- フランチェスコ・コッシガ
- ジュリエッタ・マシーナ
- ニコラ・シニョレッロ

### ローマ市ゴールドメダル
- フェデリコ・フェリーニ
- ジーナ・ロロブリジーダ
- マルチェロ・マストロヤンニ
- マリアンジェラ・メラート
- ナンニ・モレッティ
- フランチェスコ・ヌーティ
- エットレ・スコラ